# Andreja Gomboc
Andreja Gomboc (nacida el 11 de noviembre de 1969) es una astrofísica eslovena.

## Biografía
Andreja Gomboc nació en Murska Sobota, Eslovenia.
Andreja Gomboc se graduó en 1995 en la Facultad de Matemáticas y Física (FMF) de la Universidad de Liubliana con diploma de trabaja El aspecto de una estrella cayendo en un agujero negro (Kako je videti padec zvezde v črno luknjo.).
De 1995 a 2001, fue una estudiante de posgrado de físicas en la FMF y también ayudante de enseñanza. Obtuvo su Doctorado por defender la disertación Cambios rápidos de luminosidad debido a la interacción con un agujero negro (Hitre spremembe izseva ob interakciji s črno luknjo), el cual preparó bajo la supervisión de Andrej Čadež. En la disertación,  trató la ruptura de las mareas de estrellas durante un encuentro cercano con un agujero negro masivo en un núcleo galáctico. Después de obtener su Doctorado, se convirtió en miembro del Departamento de Física en la FMF, donde  fue profesora asociada de astronomía y astrofísica y daba conferencias sobre Astrofísica, Astronomía 2, Astrofísica Teórica, Astrofísica de estrellas y la Galaxia, temas seleccionados en astrofísicas y física de partículas. En los años 2008–2014,  dio conferencias en Astronomía en la Facultad de Educación en Liubliana (PeF). Desde el otoño de 2015, es Profesora de astronomía en la Universidad de Nova Gorica.
Por su disertación del Doctorado, recibió el premio de investigación Pomurje en 2002.
De 2002 a 2004, fue becaria postdoctoral Marie Curie en el Instituto de Investigación de Astrofísica (ARI) de la Universidad John Moores, Liverpool, Inglaterra. Allí se implicó en el proyecto de investigación para observar el resplandor óptico de lasexplosiones de rayos gamma con los tres telescopios robóticos más grandes: el Telescopio Liverpool en el Observatorio del Roque de los Muchachos en La Palma, el Telescopio Faulkes Sur en Hawái y el Telescopio Faulkes Sur en Australia. El grupo GRB en ARI, Universidad John Moores, entre cuyos miembros está Andreja Gomboc, recibió el premio The Times Highes por el proyecto de investigación en 2007 Times Higher Education. El panel de jueces le premió por un excelente trabajo en equipo y por los resultados de las mediciones depolarización óptica del resplandor, publicado en Science. Entre otras publicaciones, es también coautora de dos artículos en Science y tres artículos en Nature.
En enero de 2010, realizó una charla titulada "Nosotros y el Universo" (Vesolje en mi) en la Asamblea Nacional de Eslovenia como parte del proyecto que "Cosechando Conocimiento".
Es miembro del Gaia, la cual fue lanzada por la Agencia Espacial Europea (ESA ) en 2013. La misión Gaia está midiendo las distancias y las velocidades radiales de aproximadamente mil millones de estrellas en nuestra galaxia.
En periodo 2011–2014, fue la PI del proyecto de la ESA "Sistema de Navegación Global Relativista".
Sus campos de investigación son laastronomía y la astrofísica , la teoría general de relatividad, los agujeros negros, los brotes de rayos gamma, la rotación estelar, y las velocidades rotacionales de estrellas simbióticas.
Publica artículos de ciencia popular en la revista eslovena de astronomía y astrofísica Spika. Es la fundadora y editora del portal web portal v vesolje.
En el Año Internacional de la Astronomía 2009 (IYA), ella fue el Punto único de contacto y Coordinadora para Eslovenia. Entre otro actividades del IYA, inició y organizó la exposición de astro-fotografías De la Tierra al Universo en el Jakopič promenade en el Parque Tivoli en Liubliana, la exposición itinerante De la Tierra al Universo, días de puertas abiertas en el Observatorio Astronómico y Geofísico Golovec (AGO) y otros. También fue coeditora del taller Eslovenia y el Espacio – ayer, hoy y mañana y del catálogo de la exposición De la Tierra al Universo. Recibió el premio Prometheus de Ciencia 2007 (Prometej znanosti 2007) por coeditar la monografía Física, Mi Profesión – Vida y Trabajo de Nuestras Mujeres Físicas (Fizika, moj poklic – življenje en delo naših fizičark) y el premio Prometheus de Ciencia 2009 (por dirigir el principal el Comité de Organizador del Año Internacional de la Astronomía 2009 en Eslovenia).
Es la presidenta del comité nacional para la competencia de la astronomía organizado desde 2009 por la Sociedad de Matemáticos, Físicos y Astrónomos de Eslovenia.Andreja Gomboc es miembro de la Organización de Becarios de Marie Curie, PAZU, la Sociedad Astronómica Europea (EAS) y la Unión Astronómica Internacional (IAU).
En 2015, recibió el más alto premio estatal eslovenio, el premio Zois, por los hallazgos importante sobre brotes de rayos gamma.
En 2016, organizó un simposio astronómico Fronteras Nuevas en el Agujero Negro de la Astrofísica, el primer simposio de la Unión Astronómica Internacional en Eslovenia.